# Alain Pierre Mendy
Alain Pierre Mendy (Dakar, 17 november 1989) is een Senegalees voetballer die onder contract staat bij Waasland-Beveren. Hij bezit ook de Franse nationaliteit.
Mendy begon zijn carrière in 2002 in eigen land bij US Gorée. In 2008 maakte hij de overstap naar het Italiaanse AC Mantova waar hij zijn eerste wedstrijd in het eerste team speelde op 16 mei 2009 tegen Empoli FC.

## Statistieken
| seizoen | club             | land   | competitie    | wed | goals |
| ------- | ---------------- | ------ | ------------- | --- | ----- |
| 2009/10 | AC Mantova       | Italië | Serie B       | 2   | 0     |
| 2010/11 | Parma FC         | Italië | Serie A       | 0   | 0     |
| 2010/11 | AS Roma          | Italië | Serie A       | 0   | 0     |
| 2011/12 | → FC Brussels    | België | Tweede klasse | 22  | 2     |
| 2012/13 | Waasland-Beveren | België | Eerste klasse | 2   | 0     |
|         |                  |        | Totaal        | 26  | 2     |

Laatst bijgewerkt 18-08-12
1 Reus ·
4 Bateau ·
5 Luiz ·
6 Dicke ·
7 Kerrigan ·
8 Servais ·
9 Ola-Adebomi ·
10 Limbombe ·
11 Michiwaki ·
13 Khatir ·
15 Wuytens ·
16 Deman ·
18 Dewaele ·
20 Dassy ·
21 Jans ·
23 Fall ·
24 Moustapha ·
30 Corryn ·
32 Filipovic ·
34 Abrahams ·
43 Coopman ·
77 Ertürk ·
78 Van Hecke ·
84 Lusamba ·
92 Mertens ·
Brüls ·
Coach: Reedijk